# Влазовичи (Брянская область)
Вла́зовичи — село в Суражском районе Брянской области. Центр Влазовичского сельского поселения (включает села Косичи и Октябрьское, деревни Андреевка, Василевка, Красная Слобода и Покровка; поселки Каменный, Новоандреевский и Рудницкий).

## История
Населенный пункт впервые упоминается как деревня с начала XVIII века как владение дворян Гудовичей. Первыми поселенцами в Лазовичах были казаки. До 1781 года деревня входила в Мглинскую сотню Стародубского полка; с 1782 по 1921 в Суражском повете, уезде (с 1861 — в составе Душатинской волости); в 1921-1929 в Клинцовском уезде (Душатинская, с 1927 Суражская волость).
С конца XIX века в населенном пункте работала земская школа. Это был маленький деревянный одноэтажный домик с маленькими классами. В этом здании ученики получали знания в две смены. В 1917 году во время революции школа сгорела. В начале XX века была сооружена церковь Рождества Богородицы, закрытая в 1930-х годах. В 1930-е годы влазовичский колхоз «Серп и молот» был удостоен золотой медали ВСХВ за высокие урожаи хмеля. Максимальное число жителей 1960 человек (1926).
Во время Великой Отечественной войны, в сентябре 1943 года в селе было разрушено множество зданий, в том числе церковь и школа. Но сохранился дом, в котором жил священник (ныне здание сельской администрации). На месте церкви в 1947 году усилиями жителей села была построена новая школа — семилетка, а в 1971 году началось строительство современного здания школы, которое функционирует и по сей день. В середине XX века в селе действовала мелиоративная станция.

## География
Село расположено на реке Иржач, в 7 км к западу от Суража и в 178 км от Брянска.

## Образование
МБОУ Влазовичская средняя общеобразовательная школа. По состоянию на 2018 год, в школе проходило обучение 102 учащихся.

## Культура
В селе функционирует Влазовичский Дом культуры.

## Известные уроженцы
- Хомяков Григорий Федосович – участник Парада Победы 24 июня 1945 года.
- Хомяков Максим Игнатьевич - командир подводной лодки (ПЛ) «М-111» бригады подводных лодок Черноморского флота, капитан 1 ранга.
- Хомякова Нина Яковлевна - агроном-хмелевод, Герой Социалистического Труда.